# Jim Beach
Jim Beach (1942) é um empresário suíço, conhecido por trabalhar com a banda britânica de rock Queen desde a década de 1970. Beach foi o responsável por substituir John Reid como empresário do grupo na segunda metade dos anos 70, desempenhando tal função até os dias de hoje. Também é diretor de vídeo e um dos responsáveis pela Mercury Phoenix Trust, fundação contra a AIDS. Atualmente vive em Montreux.